# Крица
Крица (на гръцки: Κριτσά) е село в източната част на остров Крит, Гърция. В административно отношение попада в областна единица Ласити и дем Агиос Николаос. От село Агиос Николаос отстои на 10 km.

## Общи сведения
Селото е живописно разположено под скалист хълм наречен Кастелос, издигащ се на 375 m надморска височина, заобиколен от маслинови горички.
Изкачвайки се на платото Катаро над селото, се открива великолепна панорама към залива Мирабело в Либийско море и към селата Агиос Николаос и Кало Хорио. Наблизо се намира и едноименното ждрело Крица, а също и манастирът с църквата Света Богородица Кера известен със своите ценни и добре запазени стенописи от византийския период.

## История
Районът е населен от дълбока древност. Най-старото селище тук, наречено Кастелос, е от времето на минойската цивилизация от около 12-13 в. пр.н.е. Впоследствие след като дорийците нахлуват на Крит и изтласкват минойците, Кастелос е изоставен и около 7 в. пр.н.е. дорийците основават града Лато на 3 km северно от днешната Крица. Лато се смята за един от най-силните градове на дорийците на Крит, за което свидетелства и фактът, че е разполагал с два акропола. Археологическите разкопки разкриват останки от жилищни сгради, работилници, храм, светилище, театър.
През Средновековието се смята, че Крица е било най-голямото село на Крит. Разрушавано и възстановявано многократно. Взема участие във всички гръцки въстания на острова срещу османците, поради което претърпява и много материални щети и дава човешки жертви през столетията.

## Население
При преброяването през 2001 г. Крица заедно с прилежащите към нейната община околни села има 2703 жители. Тук са запазени много стари критски обичаи, освен това Крица е занаятчийски център с традиции в тъкачеството.